# 고려 수월관음보살도
고려 수월관음보살도(高麗 水月觀音菩薩圖)는 서울특별시 관악구 신림동, 호림박물관에 있는 고려시대의 불화이다. 2016년 7월 1일 대한민국의 보물 제1903호로 지정되었다.

## 개요
고려 수월관음도의 도설내용은 『大方廣佛華嚴經』「入法戒品」에 근거하며, 「입법계품」은 선재동자가 깨달음을 얻기 위해 53명의 선지식을 찾아 가는 남방순례 중 28번째 관음보살을 방문하여 보살도는 묻는 장면이다. 이 그림은 이러한 경전의 내용을 드라마틱하게 표현한 것인데, 그림은 관음보살과 선재동자라는 이야기의 두 주인공이 주된 내용을 이루고 있다. 화면의 중심에는 보타락가산 금강암좌에 반가좌 앉은 관음보살을 압도적인 크기로 배치하였고, 우측 하단에는 무릎을 살짝 구부리고 합장하며 공손히 보살도를 묻는 선재동자를 조그맣게 배치하여 두 주인공 사이의 심오한 공간감을 나타내었다. 이외 이 작품의 중요한 모티프를 이루는 청죽·바위·정병 등 경물의 표현과 배치 등은 고려 후기 수월관음도상의 전형을 보여주며, 존상의 형태와 구도 등에서도 고려 불화답게 빈틈없는 짜임새와 균형감을 보여준다. 선묘 역시 굵고 가는 다양한 선을 자유자재로 구사하여 물 흐르듯 유려한 선묘를 보여주고, 화려하고 복잡한 문양을 전신에 걸쳐 시문하였음에도 고귀한 품격을 놓치지 않았으며, 붉은색과 백색, 금색 등 고급스러운 색들이 상호 조화를 이루며 요란하지 않은 세련된 아름다움을 표출하였다. 이 작품은 비록 박락되고 손상된 부위가 후대에 수리되었지만, 고려 후기 수준 높은 불교회화의 세계를 이해할 수 있는 중요한 작품으로 판단된다.

## 같이 보기
- 수월관음보살도 - 보물 제926호, 삼성미술관 리움 소장

## 참고 자료
- 고려 수월관음보살도 - 국가유산청 국가유산포털